# Troglokhammouanus steineri
Genre
Espèce
Synonymes
- Troglokhammouanus louisanneorum Lourenço, 2017

Troglokhammouanus steineri, unique représentant du genre Troglokhammouanus, est une espèce de scorpions de la famille des Pseudochactidae.

## Distribution
Cette espèce est endémique de la province de Khammouane au Laos. Elle se rencontre à Boualapha dans la grotte de Tham Xe Bangfai.

## Description
La femelle holotype mesure 39,1 mm.
Les mâles mesurent de 28,4 à 36,4 mm et les femelles de 35,8 à 41,3 mm.

## Systématique et taxinomie
Troglokhammouanus louisanneorum est placée en synonymie par Prendini, Ehrenthal et Loria en 2021.

## Étymologie
Cette espèce est nommée en l'honneur d'Hemut Steiner.

## Publication originale
- Lourenço, 2007 : « First record of the family Pseudochactidae Gromov (Chelicerata, Scorpiones) from Laos and new biogeographic evidence of a Pangaean palaeodistribution. » Comptes Rendus Biologies, vol. 330, no 10, p. 770-777.